# Émeutes raciales de Notting Hill
Les émeutes raciales de Notting Hill (Notting Hill race riots) sont une série d'émeutes ethniques s'étant déroulées à Londres (Angleterre) entre fin août et début septembre 1958.

## Contexte
La fin de la Seconde Guerre mondiale a vu le nombre d'immigrés des Caraïbes augmenter au Royaume-Uni. Dans les années 1950, le mouvement ouvrier blanc des Teddy Boys manifeste son hostilité à la présence de familles noires dans le quartier de Notting Hill, une situation exploitée et attisée par des groupes comme celui d'Oswald Mosley, l'Union Movement et d'autres groupes d'extrême-droite comme la White Defence League, incitant les résidents du pays à « conserver la Grande-Bretagne blanche » (« Keep Britain White »).
L'été 1958 a vu une augmentation des violences anti-Noirs. Par exemple, le 24 août, une dizaine de Blancs s'en sont violemment pris à six Antillais au cours de quatre incidents séparés. Juste avant les émeutes de Notting Hill, des troubles raciaux ont éclaté à Nottingham le 23 août et se sont poursuivis pendant deux semaines.

## Les émeutes
Les émeutes ont débuté le vendredi 29 août 1958 lorsqu'un gang de jeunes Blancs ont attaqué une femme suédoise, Majbritt Morrison, qu'ils avaient vue la veille au soir se querellant avec son mari jamaïcain Raymond Morrison à la sortie de la station de métro Latimer Road. Une brève échauffourée avait alors éclaté entre eux et des amis de Morrison. La croisant la nuit suivante, le gang l'a agressée verbalement et physiquement. Elle aurait reçu des bouteilles de lait et même un coup de barre de fer dans le dos. La police est intervenue pour l'escorter chez elle. Il s'est ensuivi une émeute où 300 à 400 Blancs, des Teddy Boys pour une grande part, ont déferlé sur Bramley Road en brisant les fenêtres de maisons habitées par des Antillais.
Les incidents se sont répétés chaque soir jusqu'au 5 septembre. La Metropolitan Police a arrêté plus de 140 personnes au cours de ces deux semaines. D'après un rapport du commissaire principal, sur les 108 personnes poursuivies à la suite des émeutes, 72 étaient blanches et 36 noires.

## Suites

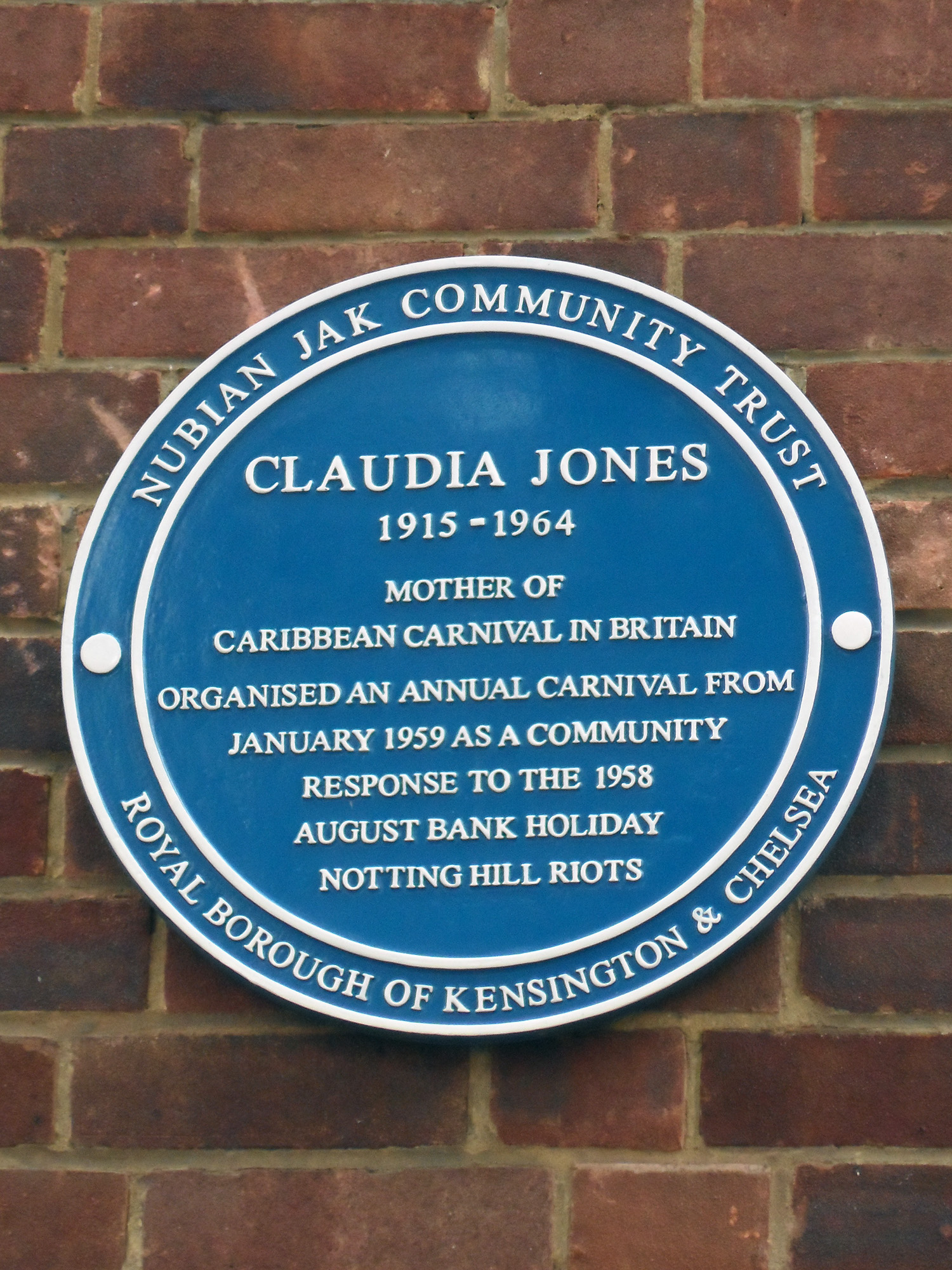
Plaque commémorant Claudia Jones.

La condamnation de neuf jeunes Blancs au cours des émeutes a été publicisée comme une « condamnation exemplaire » afin de décourager d'autres incidents. Chacun a été condamné à une peine de cinq ans de prison et une amende de 500 £.
Le Carnaval de Notting Hill a été créé par Claudia Jones en 1959 en réponse aux émeutes et aux autres incidents raciaux ayant touché le pays au cours de l'année.
Les émeutes ont créé des tensions entre la police et les membres de la communauté afro-caribéenne du Royaume-Uni, qui a accusé la police de ne pas avoir pris au sérieux leurs plaintes à la suite d'attaques raciales.
Afin d'éviter que se reproduise dans le pays le mouvement des droits civiques américain, les autorités réagissent. Dans les années 1960, le ministre de l'Intérieur travailliste Roy Jenkins préfigure ainsi une politique multiculturelle.